# Мария фон Бранденбург-Кулмбах
Мария фон Бранденбург-Кулмбах (на немски: Marie von Brandenburg-Kulmbach; * 14 октомври 1519, Ансбах; † 31 октомври 1567, Хайделберг) от род Хоенцолерн, е принцеса на Бранденбург-Кулмбах и чрез женитба курфюрстиня на Пфалц.

## Живот
Тя е най-възрастната дъщеря на Казимир от Бранденбург-Кулмбах († 1527) от род Хоенцолерн, маркграф на Бранденбург-Кулмбах, и Сузана Баварска (1502 – 1543) от фамилията Вителсбахи, дъщеря на херцог Албрехт IV от Бавария-Мюнхен (1447 – 1508) и ерцхерцогиня Кунигунда Австрийска (1465 – 1520), дъщеря на император Фридрих III.
След смъртта на баща ѝ Мария е възпитавана при нейния чичо Георг в лутеранската вяра. Тя се омъжва на 21 октомври 1537 г. в Кройцнах за курфюрст Фридрих III фон Пфалц (1515 – 1576). Бракът е щастлив.
Последните си години тя е болна от гихт и е на легло. Умира на 48-годишна възраст и е погребана е в църквата „Св. Дух“ в Хайделберг.

## Деца
Мария и Фридрих III имат децата:
- Алберта (1538 – 1553)
- Лудвиг VI (1539 – 1583), курфюрст на Пфалц
- Елизабет (1540 – 1594)

∞ 1558 херцог Йохан Фридрих II от Саксония-Гота (1529 – 1595)
- Херман Лудвиг (1541 – 1556)
- Йохан Казимир (1543 – 1592), пфалцграф на Зимерн
- Доротея Сузана (1544 – 1592)

∞ 1560 херцог Йохан Вилхелм I от Саксония-Ваймар (1546 – 1547)
- Албрехт (1546 – 1547)
- Анна Елизабет (1549 – 1609)

∞ 1569 ландграф Филип II от Хесен-Рейнфелс (1541 – 1583)
∞ 1599 пфалцграф Йохан Аугуст от Велденц-Люцелщайн (1575 – 1611
- Христоф (1551 – 1574), убит в битката на Моокер Хайде
- Карл (1552 – 1555)
- Кунигунда Якобея (1556 – 1586)

∞ 1580 граф Йохан VI от Насау-Диленбург (1536 – 1606)